# Johnny Green
Johnny Green (New York, 10 ottobre 1908 – Los Angeles, 10 maggio 1989) è stato un compositore statunitense di colonne sonore cinematografiche.

## Filmografia parziale
- Secrets of a Secretary, regia di George Abbott (1931)
- Wayward, regia di Edward Sloman (1932)
- The Misleading Lady, regia di Stuart Walker (1932)
- Ritmi di Broadway (Broadway Rhythm), regia di Roy Del Ruth (1944)
- Il pescatore della Louisiana (The Toast of New Orleans), regia di Norman Taurog (1950)
- Rapsodia (Rhapsody), regia di Charles Vidor (1954)
- Alvarez Kelly, regia di Edward Dmytryk (1966)

## Premi Oscar Miglior Colonna Sonora

### Vittorie
- Ti amavo senza saperlo (1949)
- Un americano a Parigi (film) (1952)
- West Side Story (1962)
- Oliver! (1969)

### Candidature
- La matadora (Fiesta) di Richard Thorpe (1947)
- Il grande Caruso (1952)
- Donne... dadi... denaro! (1956)
- Alta società (1957)
- L'albero della vita (1958)
- Pepe (1961)
- Ciao, ciao Birdie (1964)
- Non si uccidono così anche i cavalli? (1970)